# José Joaquim Ribeiro (militar)
José Joaquim Ribeiro (Lagos, ? - Lisboa, 13 de Dezembro de 1806), foi um chefe de esquadra português.

## Biografia

### Nascimento
Nasceu na cidade de Lagos, em data desconhecida, sendo filho de João Gonçalves Machado e de Josefa de Jesus Maria.

### Carreira eclesiástica, artística e militar
Cumpriu os estudos de preparação para uma vida eclesiástica, tendo chegado a tomar as ordens de primeira tonsura e do grau de hostiário, em Faro, em 19 de Setembro de 1755, e os 2.º e 3.º graus de ordens menores no dia 17 de Setembro do ano seguinte. Também frequentou a Universidade de Coimbra durante dois anos, mas em vez de seguir a carreira eclesiástica, embarcou em 1762 numa nau comandada por D. João da Bemposta. O comandante promoveu-o a sargento de mar e guerra em 13 de Setembro de 1775, tendo ascendido a tenente de mar em 22 de Junho de 1777. Continuou a realizar embarques e a ser promovido, especialmente nas carreiras da Índia, que cumpriu 7 vezes. Em 19 de Outubro de 1798, tornou-se chefe de divisão, e, por decreto de 17 de Outubro de 1799, inspector em segundo do Arsenal da Marinha. Em 22 de Março de 1800, passou a inspector do arsenal, e tornou-se deputado da Real Junta da Fazenda. Foi reformado, com a patente de chefe de esquadra, em 13 de Maio de 1803. Pela sua carreira, recebeu uma tença, e foi integrado na Ordem de Avis.
José Joaquim Ribeiro também se destacou pelo seu talento no fabrico e conserto de mecanismos, especialmente relógios.

### Casamento e morte
Foi casado, e teve filhas. Faleceu nem Lisboa, em 13 de Dezembro de 1806.

## Homenagens
Em 18 de Fevereiro de 1987, a Câmara Municipal de Lagos colocou o seu nome numa rua da antiga Freguesia de São Sebastião.